# Coly-Saint-Amand
Coly-Saint-Amand is een gemeente in het Franse departement Dordogne (regio Nouvelle-Aquitaine). De plaats maakt deel uit van het arrondissement Sarlat-la-Canéda. Coly-Saint-Amand is op 1 januari 2019 ontstaan door de fusie van de gemeenten Coly en Saint-Amand-de-Coly. De gemeente telde 629 inwoners op 1 januari 2022.

## Geografie
De oppervlakte van Coly-Saint-Amand bedraagt 34,41 km², de bevolkingsdichtheid is 16 inwoners per km² (per 1 januari 2019).
De onderstaande kaart toont de ligging van Coly-Saint-Amand met de belangrijkste infrastructuur en aangrenzende gemeenten.

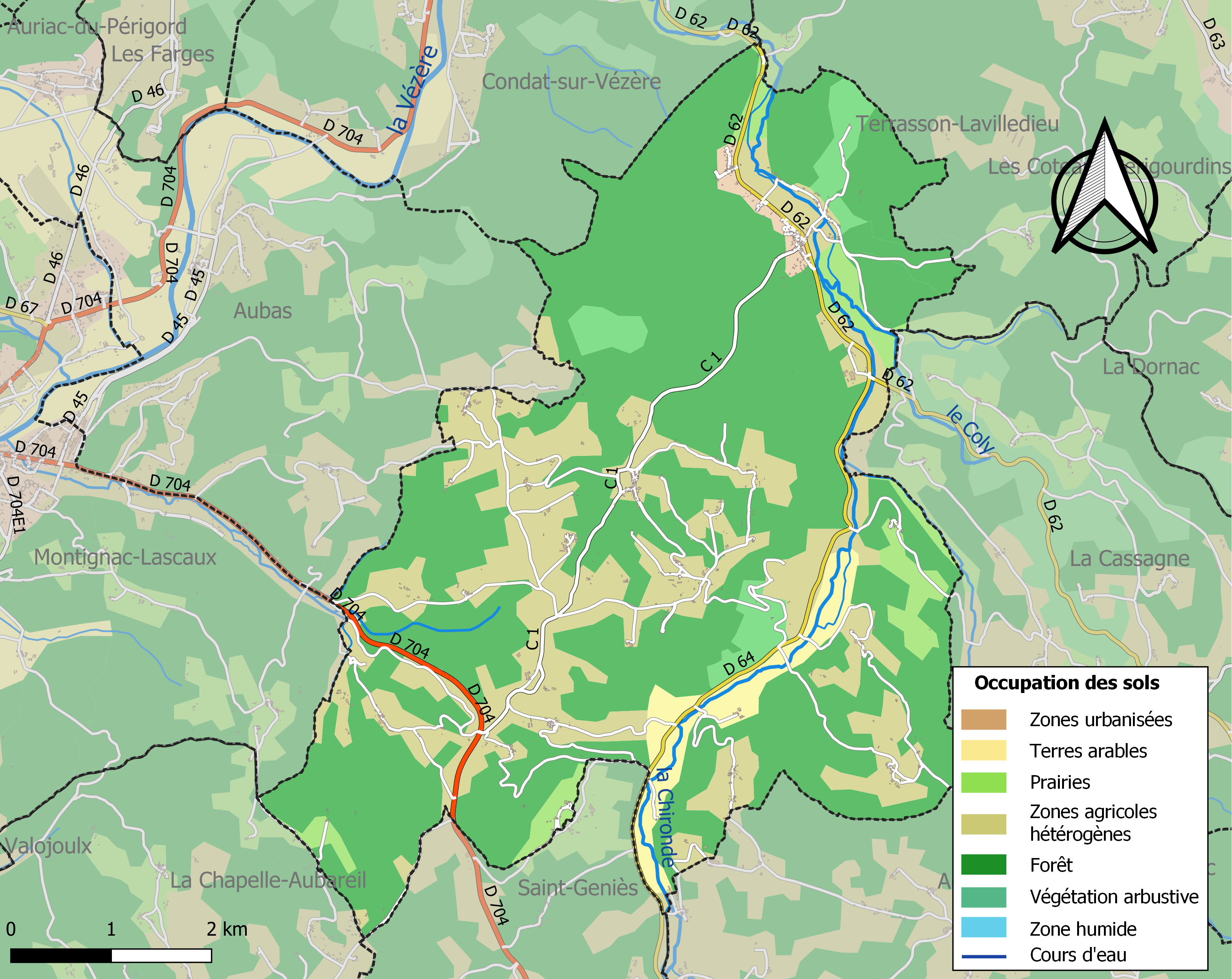

## Afbeeldingen

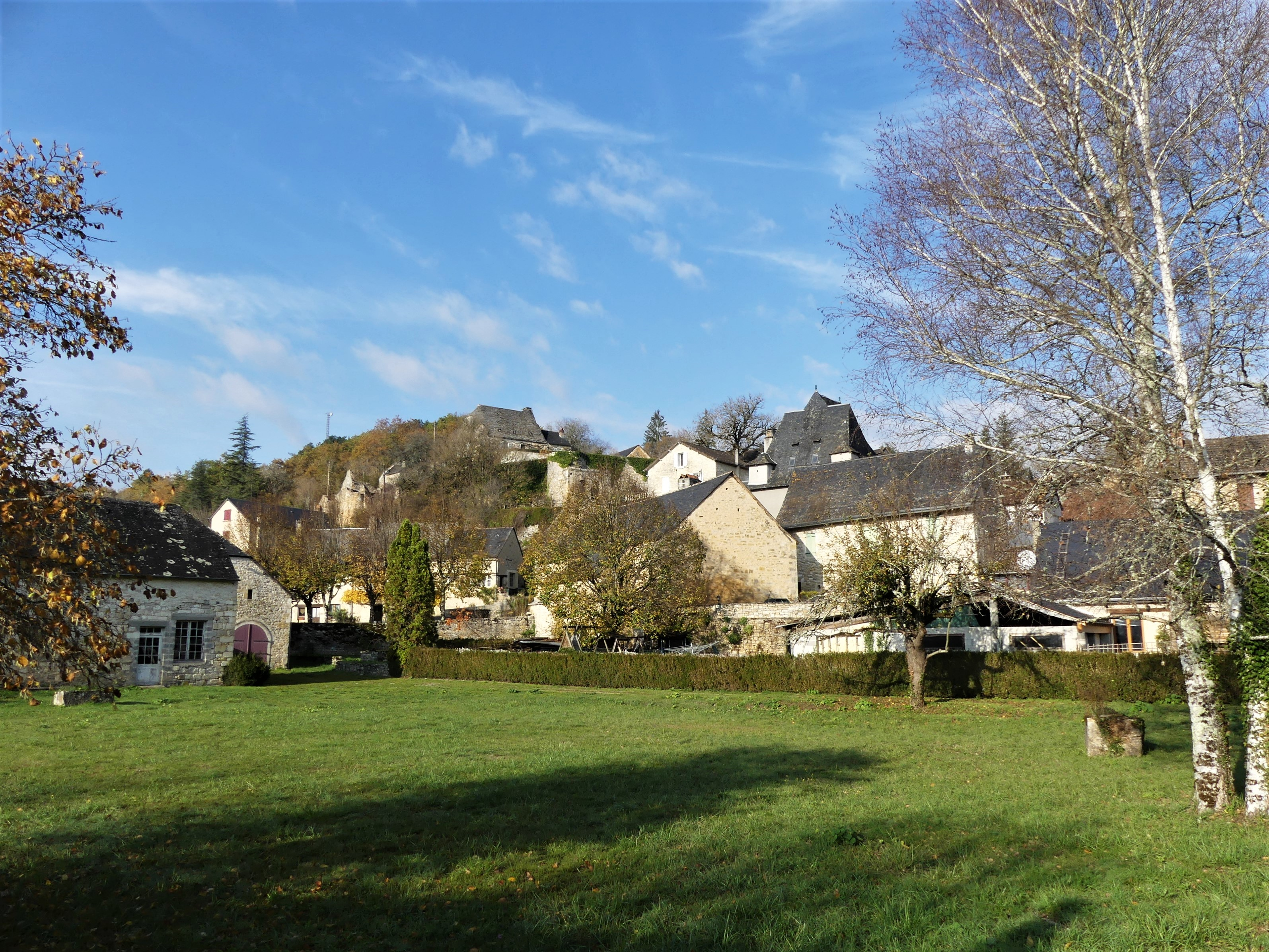
Gezicht op Coly
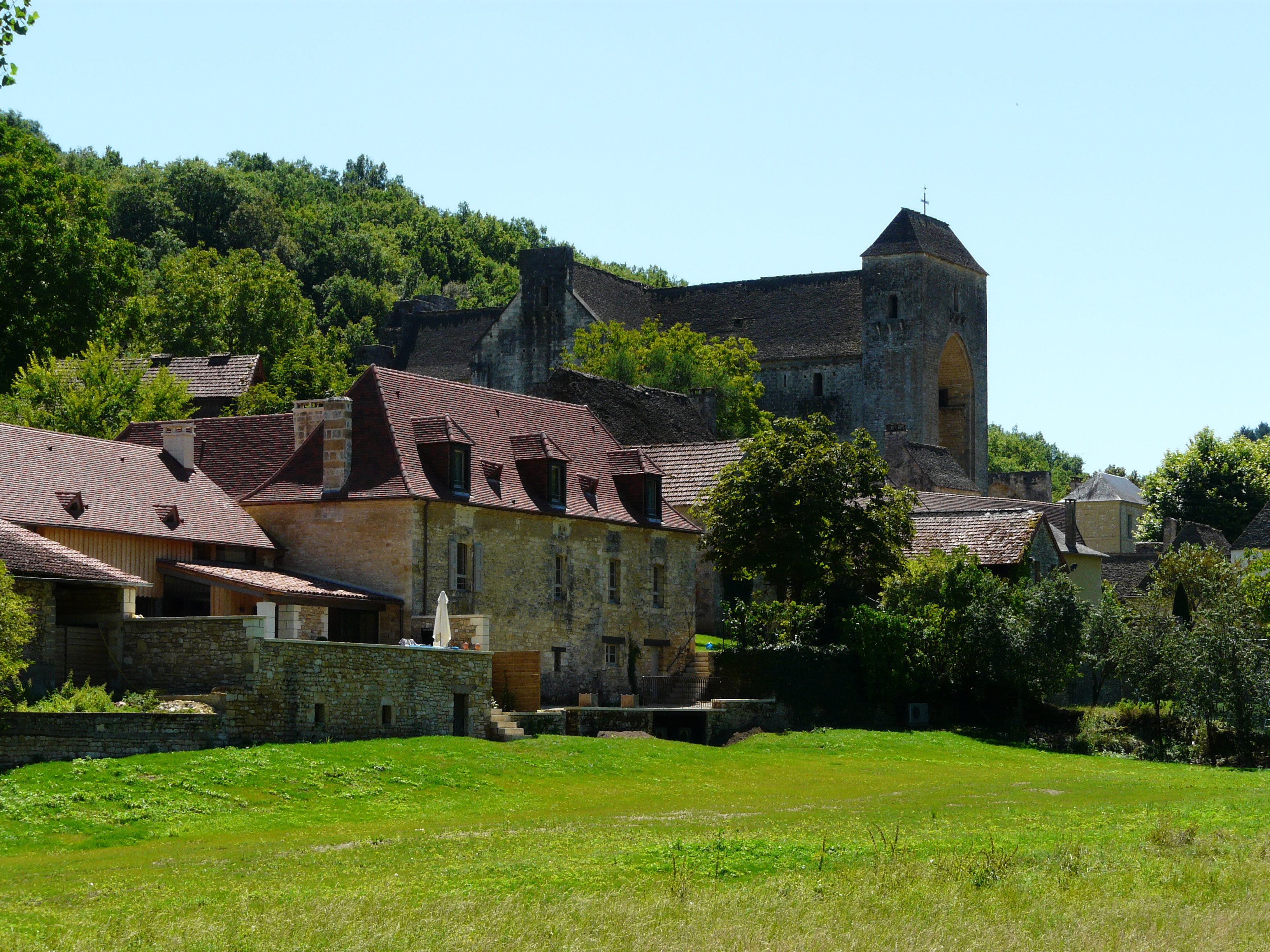
Gezicht op Saint-Amand-de-Coly